# Sven-Sören Christophersen
Sven-Sören Christophersen (* 9. Mai 1985 in Lübeck) ist ein ehemaliger deutscher Handballspieler. Er ist 1,98 m groß und spielte auf Rückraum links oder Rückraum Mitte. Er hat den Spitznamen „Smöre“.

## Karriere
Christophersen begann mit sieben Jahren das Handballspielen beim ATSV Stockelsdorf, wo er später als A-Jugendlicher zusätzlich in der Herren-Regionalligamannschaft eingesetzt wurde.
Im Jahr 2003 verpflichtete der TBV Lemgo Christophersen, der sich dort allerdings nicht durchsetzen konnte. Daher wurde er für die Saison 2006/07 an Eintracht Hildesheim ausgeliehen. In der Saison 2007/2008 spielte Christophersen wieder beim TBV Lemgo. Ab Januar 2008 ließ er sich für ein halbes Jahr an den Wilhelmshavener HV ausleihen. Am 3. Mai 2008 erzielte Christophersen im Bundesligaspiel Wilhelmshaven gegen den TV Großwallstadt mit 18 Toren eine persönliche Bestleistung.
Ab der Saison 2008/09 spielte Christophersen bei der HSG Wetzlar. Hier entwickelte er sich zum Führungsspieler und zu einem der besten Torschützen der Bundesliga. Anfang 2010 wurde bekannt, dass Christophersen zur Saison 2010/11 zu den Füchsen Berlin wechselt. Dort wurde er zu einem der erfolgreichsten Torschützen der Mannschaft in Bundesliga und Champions League. 2014 gewann er mit den Füchsen den DHB-Pokal. Zur Saison 2014/15 wechselte er zur TSV Hannover-Burgdorf. Im Sommer 2018
beendete Christophersen seine Karriere und ist seitdem in der Geschäftsführung bei der TSV Hannover-Burgdorf tätig. Zudem fungiert er als Experte im ZDF.
Für die deutsche Handballnationalmannschaft hat er 101 Länderspiele bestritten, in denen er 182 Tore erzielte. Sein Länderspieldebüt gab er am 22. November 2006 in Dortmund beim Spiel gegen Österreich. 2008 nahm er mit Deutschland an den Olympischen Spielen in Peking teil.
Christophersen hat bei der Sparkasse in Lemgo eine Ausbildung zum Bankkaufmann abgeschlossen.

## Bundesligabilanz
| Saison    | Verein                       | Spielklasse | Spiele | Tore | 7-Meter | Feldtore |
| --------- | ---------------------------- | ----------- | ------ | ---- | ------- | -------- |
| 2003/04   | TBV Lemgo                    | Bundesliga  | 31     | 70   | 13      | 57       |
| 2004/05   | TBV Lemgo                    | Bundesliga  | 31     | 70   | 4       | 66       |
| 2005/06   | TBV Lemgo                    | Bundesliga  | 29     | 45   | 0       | 45       |
| 2006/07   | Eintracht Hildesheim         | Bundesliga  | 32     | 160  | 31      | 129      |
| 2007/08   | TBV Lemgo/Wilhelmshavener HV | Bundesliga  | 24     | 118  | 17      | 101      |
| 2008/09   | HSG Wetzlar                  | Bundesliga  | 30     | 183  | 57      | 126      |
| 2009/10   | HSG Wetzlar                  | Bundesliga  | 31     | 207  | 37      | 170      |
| 2010/11   | Füchse Berlin                | Bundesliga  | 33     | 153  | 0       | 153      |
| 2011/12   | Füchse Berlin                | Bundesliga  | 29     | 141  | 0       | 141      |
| 2012/13   | Füchse Berlin                | Bundesliga  | 22     | 92   | 0       | 92       |
| 2013/14   | Füchse Berlin                | Bundesliga  | 25     | 43   | 0       | 43       |
| 2014/15   | TSV Hannover-Burgdorf        | Bundesliga  | 26     | 99   | 0       | 99       |
| 2015/16   | TSV Hannover-Burgdorf        | Bundesliga  | 32     | 112  | 1       | 111      |
| 2016/17   | TSV Hannover-Burgdorf        | Bundesliga  | 22     | 15   | 0       | 15       |
| 2017/18   | TSV Hannover-Burgdorf        | Bundesliga  | 32     | 1    | 0       | 1        |
| 2003–2018 | gesamt                       | Bundesliga  | 429    | 1509 | 160     | 1349     |